# Jutta Kirst
Jutta Kirst, geb. Krautwurst (* 10. November 1954 in Dresden), ist eine ehemalige deutsche Leichtathletin und Olympiamedaillengewinnerin, die – für die DDR startend – in den 1970er und 1980er Jahren zur Weltspitze im Hochsprung gehörte.

## Leben
Ihr größter Erfolg ist der dritte Platz bei den Olympischen Spielen 1980 in Moskau (1,94 m). Sie startete auch, jedoch ohne Medaillenerfolg, bei den Europameisterschaften 1978 (Platz vier: 1,93 m) und den Europameisterschaften 1982 (Platz fünf: 1,94 m).
1975 und 1976 wurde sie unter ihrem Geburtsnamen Jutta Krautwurst Dritte bei den DDR-Meisterschaften. 1978 wurde sie DDR-Meisterin und 1981 und 1982 sprang sie auf Platz zwei. Als Bestleistung erreichte Jutta Kirst 1,97 m im Jahre 1982.
Kirst startete für den SC Dynamo Berlin und trainierte bei Klaus Beer (olympischer Silbermedaillengewinner im Weitsprung 1968). In ihrer aktiven Zeit war sie 1,78 m groß und wog 59 kg. In den nach der Wende öffentlich gewordenen Unterlagen zum Staatsdoping in der DDR fand sich bei den gedopten Sportlerinnen auch der Name von Kirst. Da das Buch aber ausschließlich Auskunft über die Vergabe leistungssteigernder Medikamente gibt, kann über die tatsächliche Einnahme verbotener Substanzen keine fundierte und wahrheitsgemäße Aussage getroffen werden.
Sie heiratete Edgar Kirst, den Bruder des Zehnkampfeuropameisters Joachim Kirst. Ihre Tochter Kathleen Kirst, mehrmalige Deutsche Jugendmeisterin und siebte bei den Jugendeuropameisterschaften im Hochsprung, beendete aufgrund einer Verletzung frühzeitig ihre Sportkarriere. Jutta Kirst hat einen Abschluss als Diplomsportlehrerin und war nach ihrer Sportlerkarriere Angestellte beim SC Dynamo Berlin. Nach dem Ende der DDR arbeitete sie in Dresden als Physiotherapeutin.